# Carnaval con la Fuerza del Sol
El Carnaval Internacional Andino con la Fuerza del Sol es una festividad urbana celebrada anualmente desde 2002, que se celebra durante tres días en el mes de enero o febrero. Más de 16 000 bailarines y músicos participan, representando diversas danzas y regiones de Chile y el extranjero.

## Historia

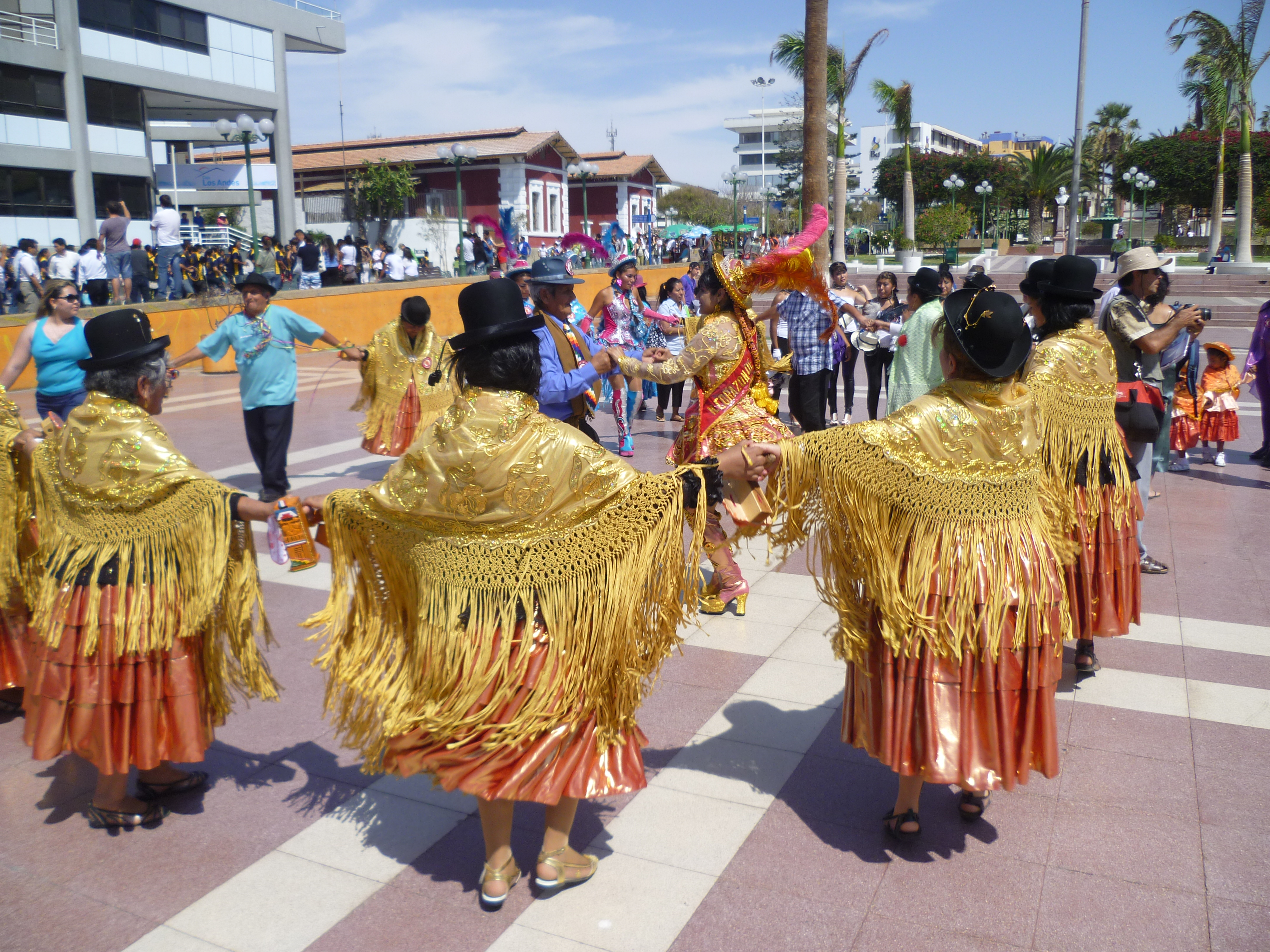
Convite del Carnaval Andino 2012

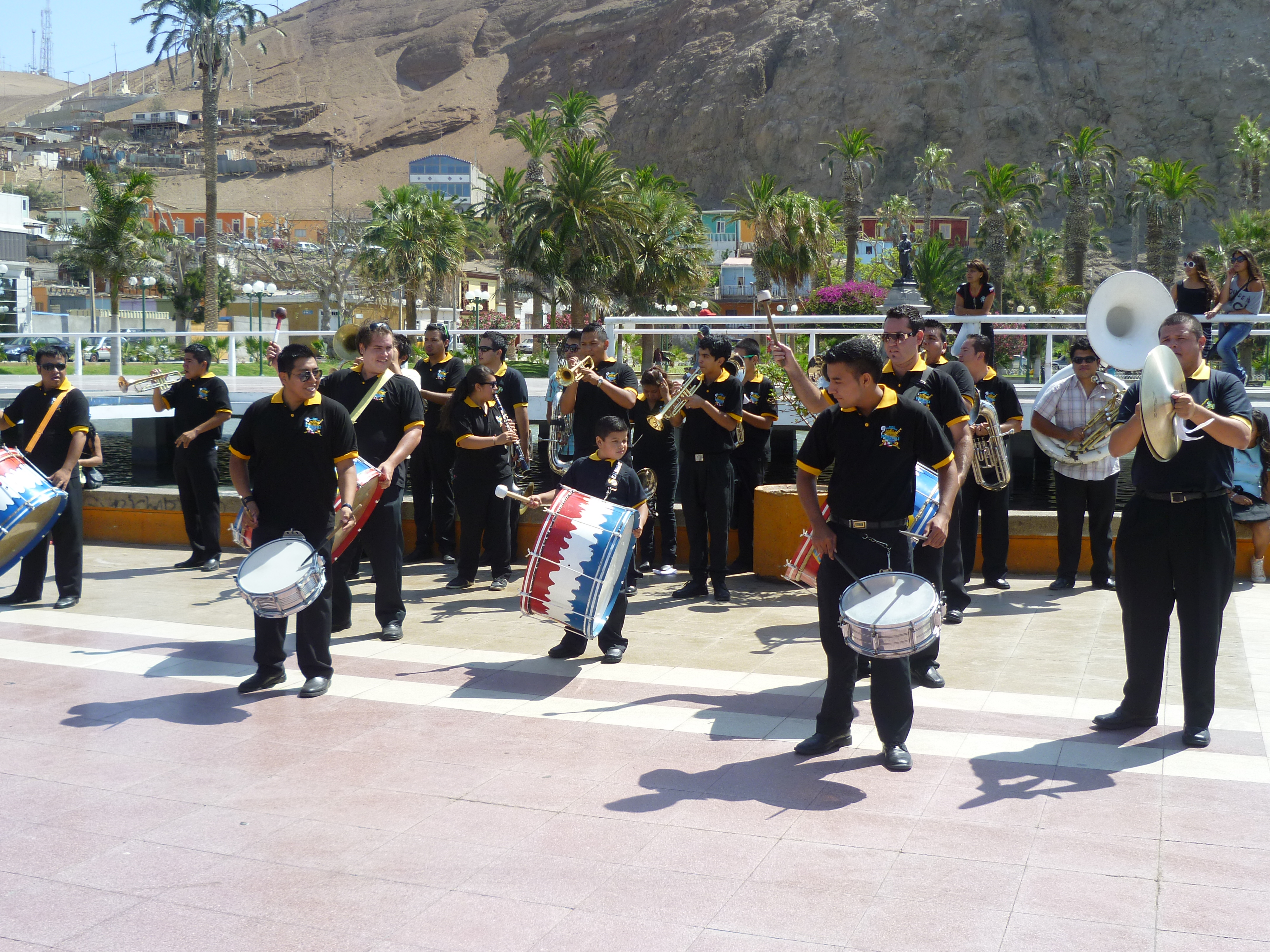
Banda de músicos del carnaval.

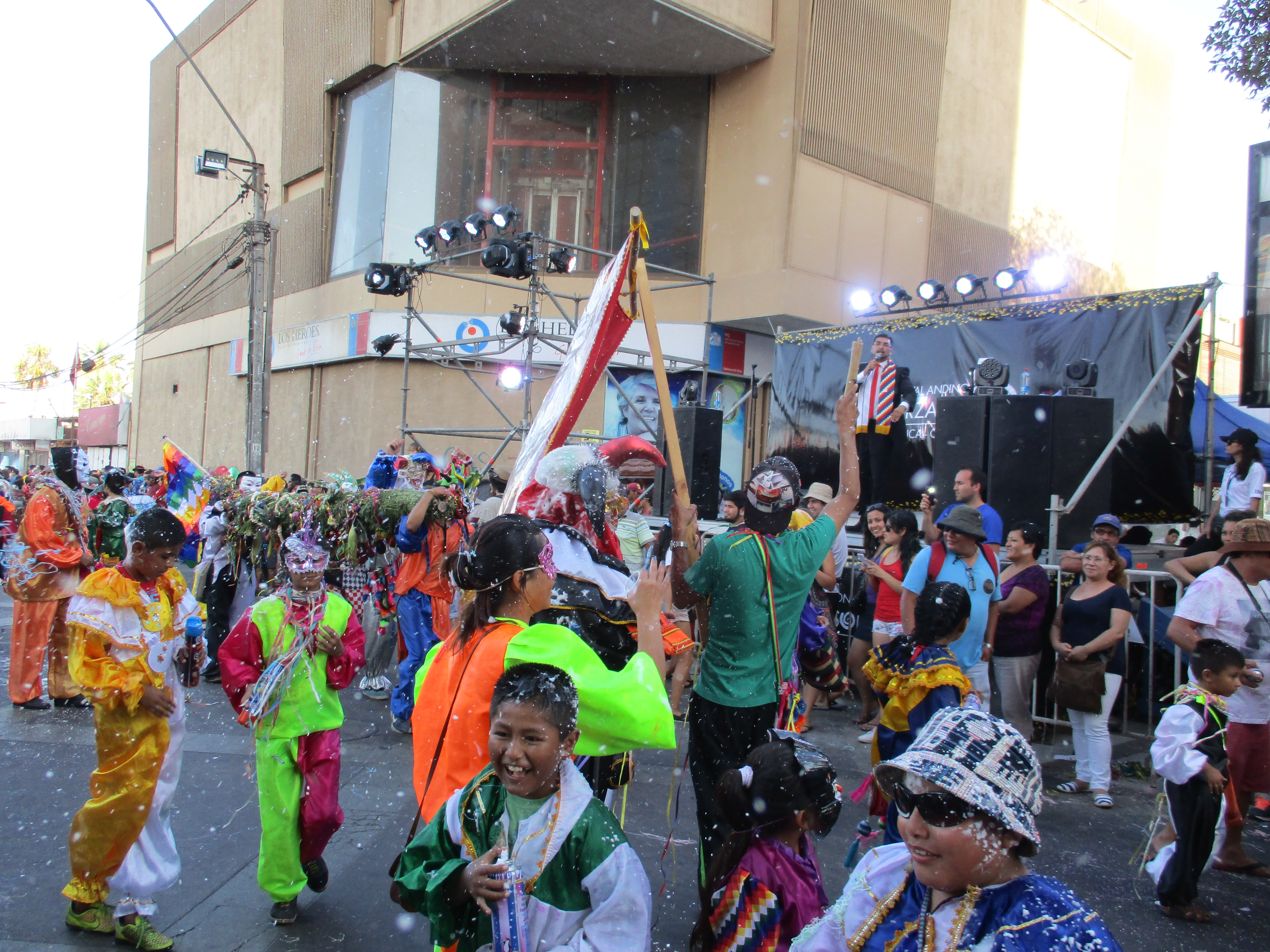
Tarqueada Villarroel B

### Primeros antecedentes
La historia del Carnaval Andino Con la Fuerza del Sol" tiene sus raíces en la llegada de migrantes aymara chilenos y bolivianos al valle de Azapa y a la ciudad de Arica.
En Azapa, los aymara bolivianos formaron grupos de música y danza de tarkeadas. En conjunto con familias afrodescendientes, organizaron los primeros carnavales. Agrupaciones cómo Tobas Andino Sajama y Caporales San Pedro de Totora, que hace referencia a provincias del departamento de Oruro, destacan por adoptar nombres vinculados a sus lugares de origen en Bolivia.
Los aymara chilenos y bolivianos que se instalaron en áreas periféricas de Arica, como en las poblaciones San José, Chile y Cabo Aroca, enfrentaron estigmatización y discriminación. Para adaptarse e integrarse en entornos urbanos, crearon organizaciones sociales y culturales, rescatando y compartiendo la música y danzas de festividades rurales (tarkeadas, laquitas, cacharpalla, entre otras) y urbanas del altiplano (morenadas, caporales, tinkus, tobas, entre otras).

### Participación en la Ginga
Las primeras agrupaciones folclóricas aymara se posicionan y participan en la Ginga, una festividad de entretención y competencia en Arica, donde las Juntas de Vecinos desfilan con bailes de fantasía y/o samba junto a carros alegóricos por el casco histórico de la ciudad.

### El Carnaval Inti Ch´amampi
En 1999, algunas agrupaciones abandonan la competencia con la idea de crear un evento centrado en el folclore andino. Surge así la Confraternidad de Bailes Andinos de Arica "Inti Ch'amampi", y en 2002 se realiza el primer Carnaval Andino en la ciudad.
En 2001, el Carnaval nació de la unión de dos pasacalles: "Inti Ch'amampi" de la Confraternidad de Bailes Andinos de Arica y "Con la Fuerza del Sol" de la Federación de las Artes Indígenas Kimsa Suyu.[cita requerida]

## El Carnaval Andino "Inti Ch'amampi, con la Fuerza del Sol"
En el año 2007, la Confraternidad de Bailes Andinos, la Federación Kimsa Suyu, y la Municipalidad de Arica,  formalizan las Bases de Participación del Carnaval Andino. En ellas describen el carnaval como "la expresión popular de las raíces andinas expresadas en la danza y música, abarcando la macro región andina comprendida en las actuales fronteras de los países de Bolivia, Perú y Chile".
Las fraternidades preparan de forma autónoma los bailes y la "entrada del carnaval", negociando con el gobierno local tanto las condiciones de producción del espectáculo como su significado.
El Carnaval Andino, que atrae a un público que supera los 100,000 espectadores cada año y sigue en aumento, cobra vida gracias a un número creciente de fraternidades (67 hasta el año 2020). Estas fraternidades, compuestas por más de 100 bailarines cada una, representan diversos ritmos andinos locales, ritmos afrochilenos del Valle de Azapa, ritmos bolivianos presentados por residentes bolivianos en Arica, y algunos ritmos invitados de Chile, Bolivia y Perú que enriquecen la diversidad de la fiesta. 
Cada fraternidad elige a una Ñusta, término que proviene del quechua y que designaba a las princesas en la época del Inca.[cita requerida]

## Danzas

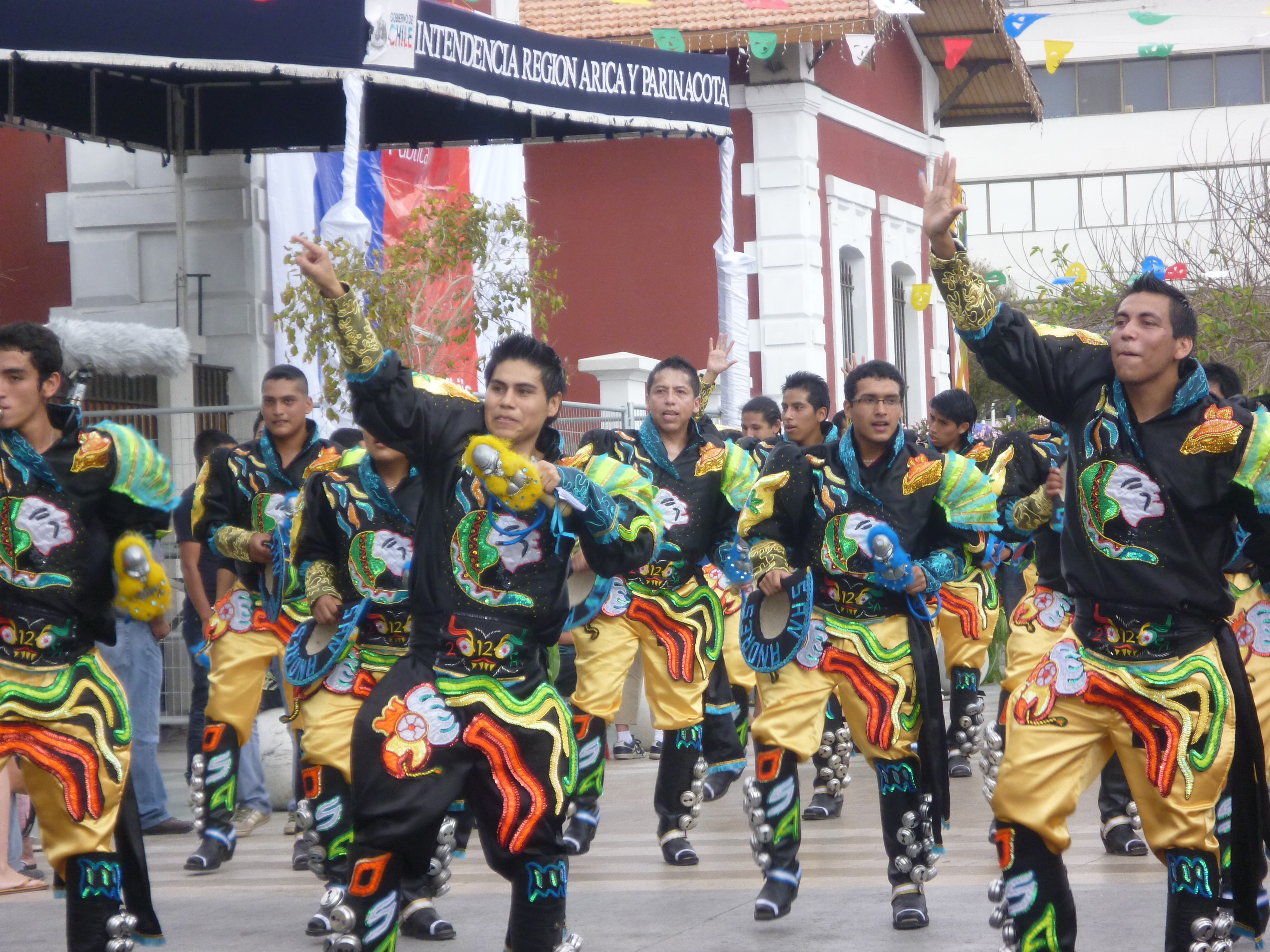
Caporales

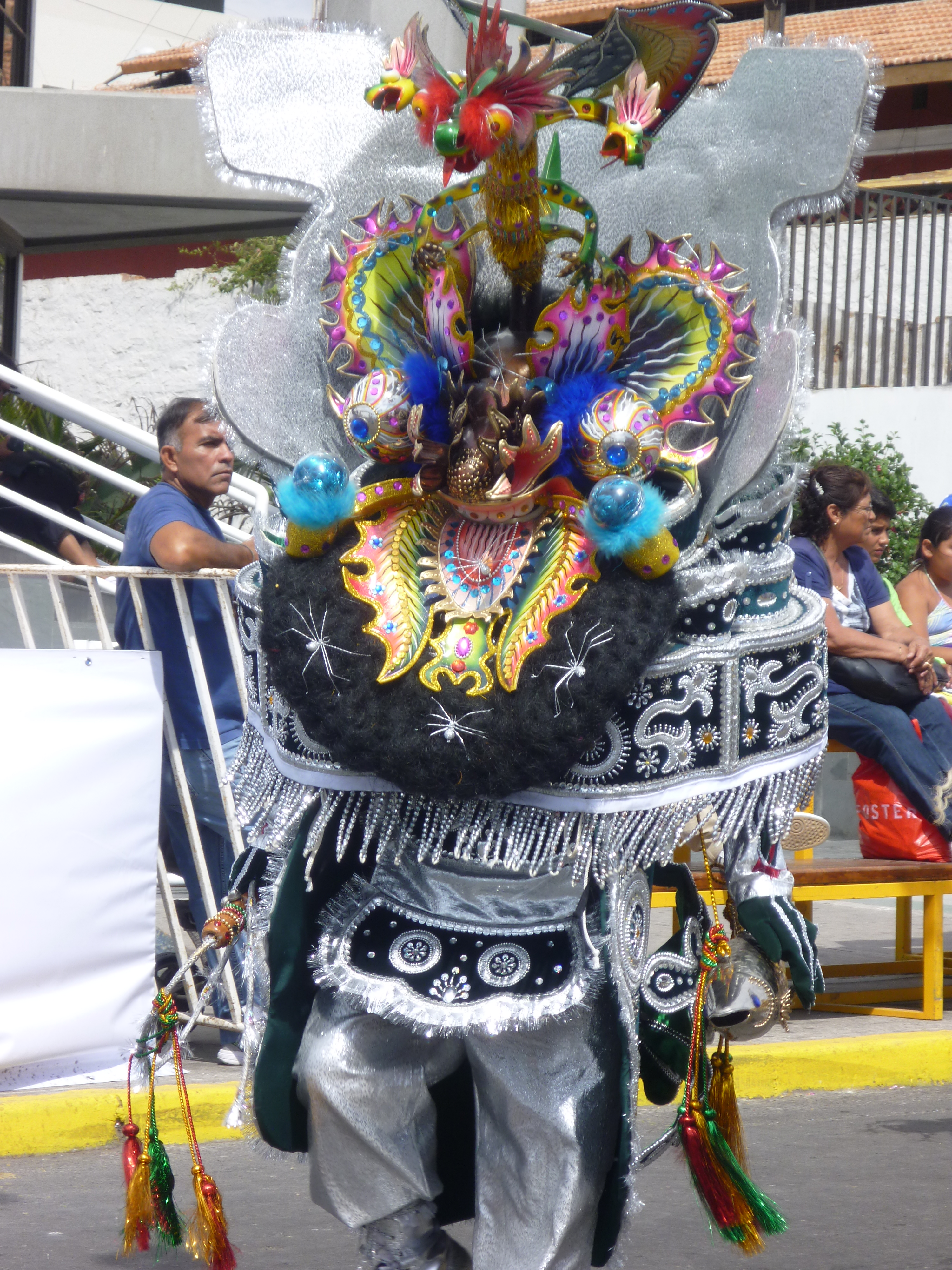
Achachi, figura danzante en la Morenada.

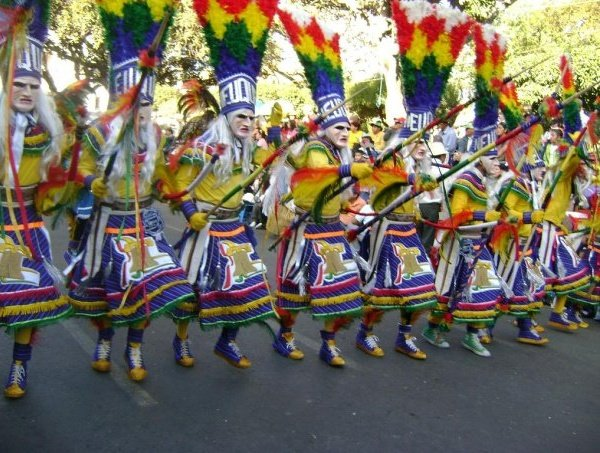
Tobas

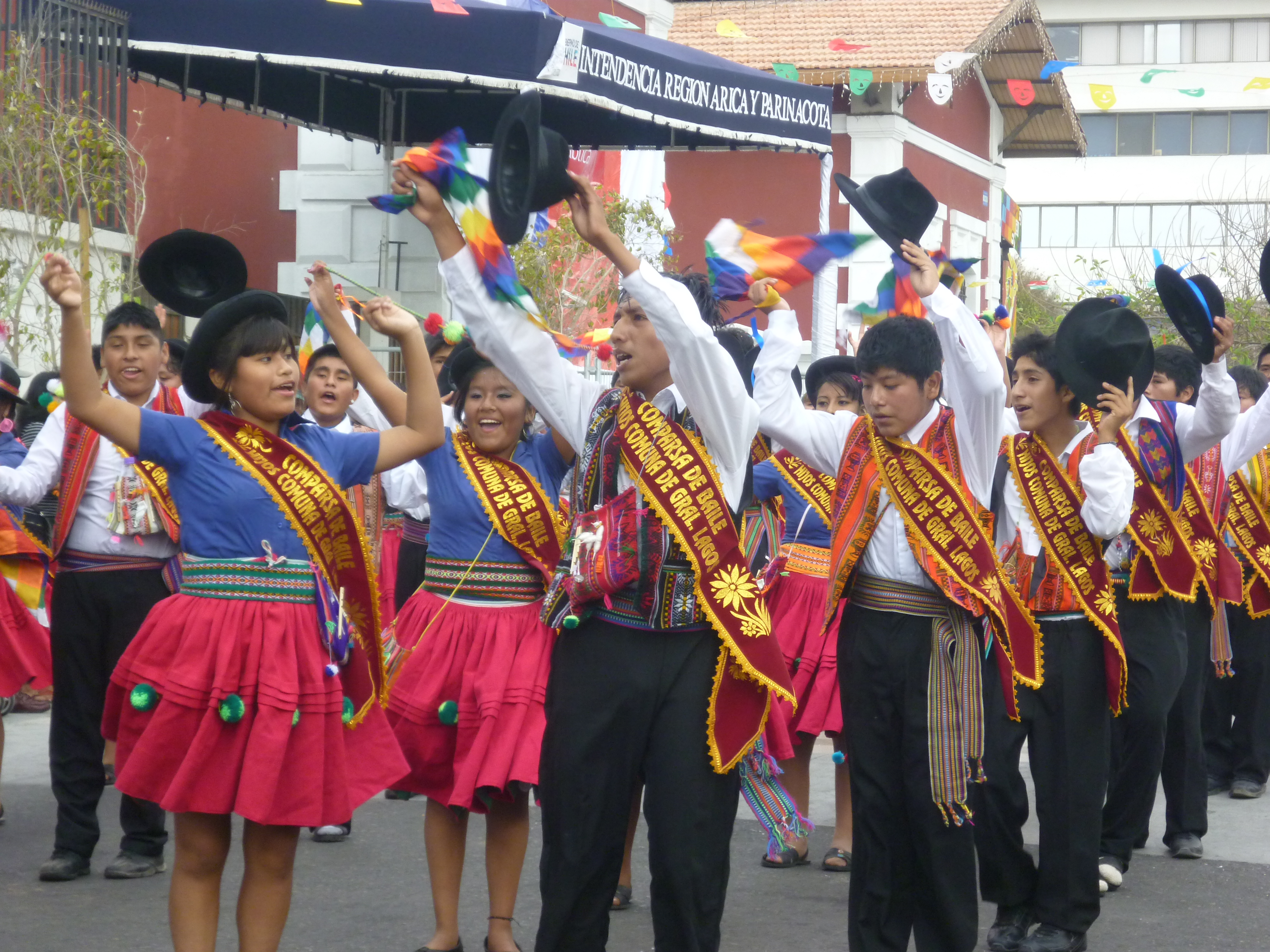
Zampoñada

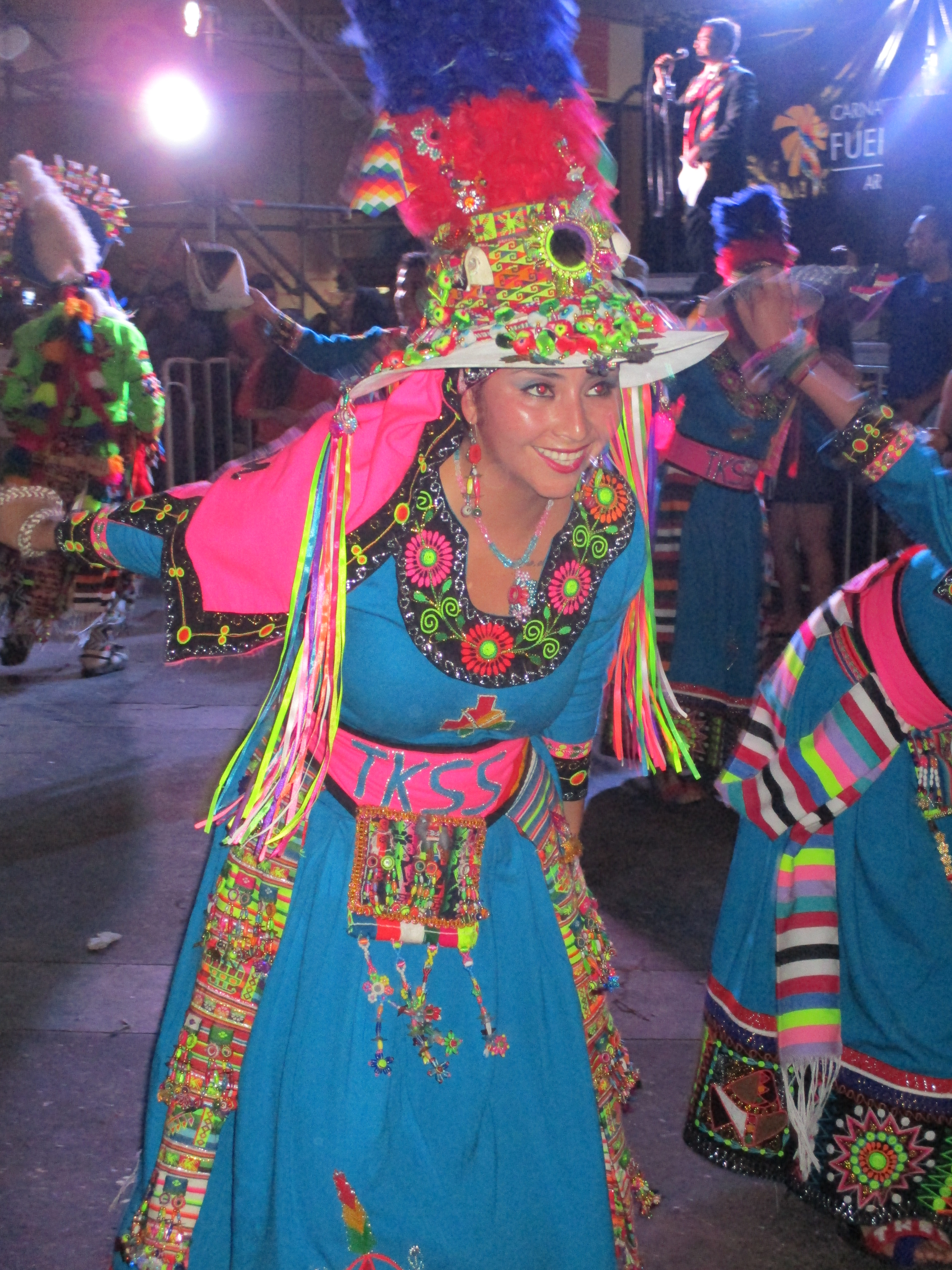
Tinkus

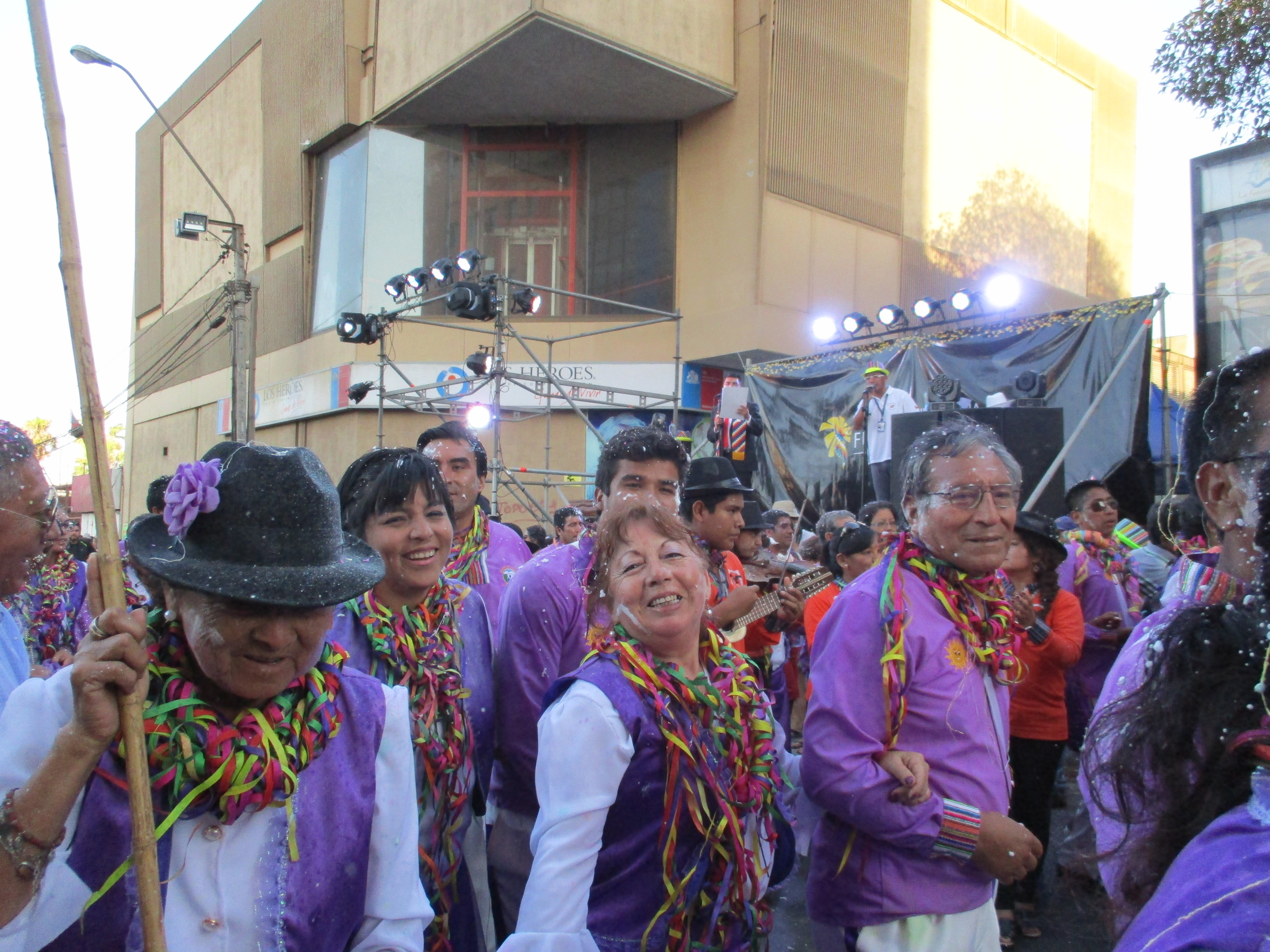
Orquesta de Putre

- Caporales: Danza folklórica de origen boliviano, inspirados en el personaje del Caporal de la saya. La danza presenta fuertes raíces africanas en su estilo, y es propia de la zona de los Yungas, en el departamento de La Paz. Se representa al mulato convertido en capataz que vigilaba a los negros, que al renegar de su raza, se convertían en verdugo con látigos en mano. La esclavitud y el manotaje en la época de la colonia se representa a través de pasos de movimientos duros e imponentes, como fiel expresión del sometimiento que ejercían los mestizos sobre los negros.

- Morenada: Danza folklórica boliviana de origen colonial. Representa la utilización de los negros como esclavos en la tareas de las minas. Es la representación que satiriza los bailes de las cortes virreinales y, además, reedita la esclavitud de los negros bajo el dominio español, donde el caporal representa a los capataces negros que vigilaban a los esclavos en un sistema de explotación inhumana y el compás marcado con sus matracas nos recuerda sus cadenas y grilletes.

- Tinku: En la macrozona andina Tinku Quechua es sinónimo de “el lugar donde todas las diferencias son un encuentro”. El Tinku define la tradicional danza de ambientes guerreros que se realiza en el norte de Potosí y sur de Oruro en Bolivia, siendo una danza reciente y tradicional, que como baile significa indígenas frente a frente comparando fuerzas.

- Tobas: Danza folklórica boliviana en representación de los pueblos del chaco y la amazonía, representando una actitud guerrera en la caza de animales salvajes para su subsistencia. Es una danza entusiasta, ágil, con variados pasos en su coreografía y su vestimenta esta adornada con plumaje de deslumbrantes colores.

- Tarqueada: Danza propia de los aimara, que es ejecutada con un instrumento denominado "tarka". Es una danza ceremonial de agradecimiento a la naturaleza, bailada generalmente en la época de lluvias, hasta la etapa de la cosecha.

- Moseñada: Danza de origen boliviana, ejecutada por parejas de jóvenes mujeres y hombres solteros que se baila durante la época de lluvias y las fiestas del Carnaval (Anata).

- Tumbe: Danza propia de los afrodescendientes que habitan el valle de Azapa, traídos hace 400 años por los españoles para trabajar como esclavos.

- Saya: Baile propio de los Afro bolivianos, del sector de Los Yungas, antiguamente marginalizado y que solo se podía bailar con los permisos de los patrones en el interior de sus tierras.

- Zampoñada: Danza aimara. Los hombres de a par que van tocando la zampoña, cuyo significado va mucho más haya de lo que pareciera. Cada uno toca una melodía diferente y de esta forma se van complementando. Siempre de a dos, reflejando la verdadera esencia de lo que es la Cosmovisión Andina, complementariedad, dualidad, diversidad y armonía, concepto difícil de dar a entender teniendo simplemente como concepto este conjunto de palabras.

- Waca Waca: Danza folklórica boliviana aimara que posee su origen en la época colonial en la localidad de Umala de La Paz, que se caracteriza porque los bailarines ubican en su cintura una reproducción de un toro, a veces una vaca, acompañado de otro danzante que sería el torero y acompañando esto muchas mujeres vestidas con varias polleras. En este baile resulta irónica la muerte del torero finalmente, quizás resulta ser uno de los momentos más irónicos de este baile. También es bailada principalmente en el Carnaval de Arica por residentes bolivianos.

- Suri Sicuris: Esta danza de Oruro, Bolivia, se identifica con el avestruz, por lo que se denomina "suri", voz aimara del mismo significado. Representa esencialmente al hombre altiplánico que ejecuta la música con un instrumento típico de nombre Sicu, que a través de la danza muestra aspectos referidos al carácter étnico, estilizada y folclórico, al ritmo de huayños y kaluyos bolivianos.

- Diablada: La Diablada es una danza de Oruro, Bolivia, llamada así por la careta y el traje de diablo que usan los bailarines. La danza es una representación de la Ñusta (Virgen del Socavón) que protegió y defendió de Wari al pueblo de Uru Uru (Oruro) que los castigaba con cuatro plagas en la sagrada serranía de los urus, también por la influencia católica representa el enfrentamiento entre las fuerzas del bien y del mal, así pues esta danza mezcla tanto elementos propios de las tradiciones católicas introducidas durante la conquista española y ritos ancestrales andinos.

- Salay: Danza boliviana de Cochabamba que representa el zapateo tradicionales de los valles interandinos de Bolivia.

## Comparsas
Año a año el número agrupaciones participantes en el Carnaval con la Fuerza del Sol va en aumento. En el año 2020 se registraron 67 comparsas. Si bien los bailes mencionados anteriormente han permanecido en el tiempo, también se han presentado agrupaciones que muestran las Llameradas, Suri Sikuris, Pujllay, Kullaguadas y Moceñadas. Además de danzas invitadas y propias de localidades altiplánicas de Bolivia y otras zonas de Chile.[cita requerida]

## Competencia
Durante los días del Carnaval se celebra una competencia según la categoría de danzas, donde se premia a la comparsa mejor evaluada durante el trayecto frente al escenario principal del evento. La evaluación realizada por el jurado tanto local, nacional como internacional se basa en la presentación, la coreografía, la interacción de la comparsa con el público y el vestuario. Las categorías son las siguientes:[cita requerida]

### Categoría de Danzas Internacionales

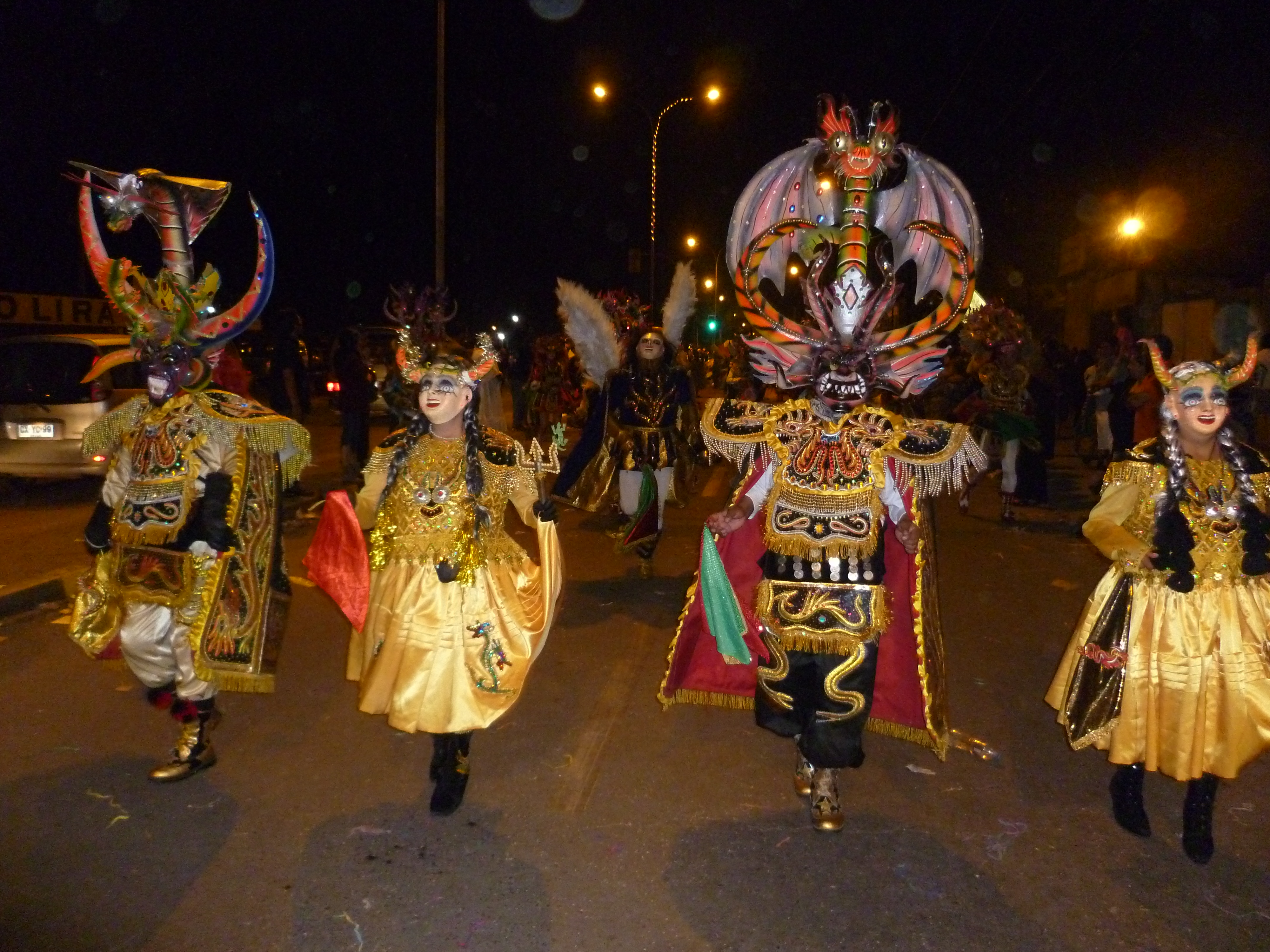
Diablada Gran Poder del Norte

- Categoría Danza Pesada: Morenada
- Categoría Danza Caporales
- Categoría Danza Tinkus
- Categoría Danza Tobas
- Categoría Diablada
- Categoría Waca Waca

### Categoría de Danzas de rescate Local
- Categoría Pueblos pre cordillera y Cordillera
- Categoría Valles Costeros
- Categoría Pueblos originarios y Afrodescendientes
- Categoría Comunas y otras de rescate Local

## Galería

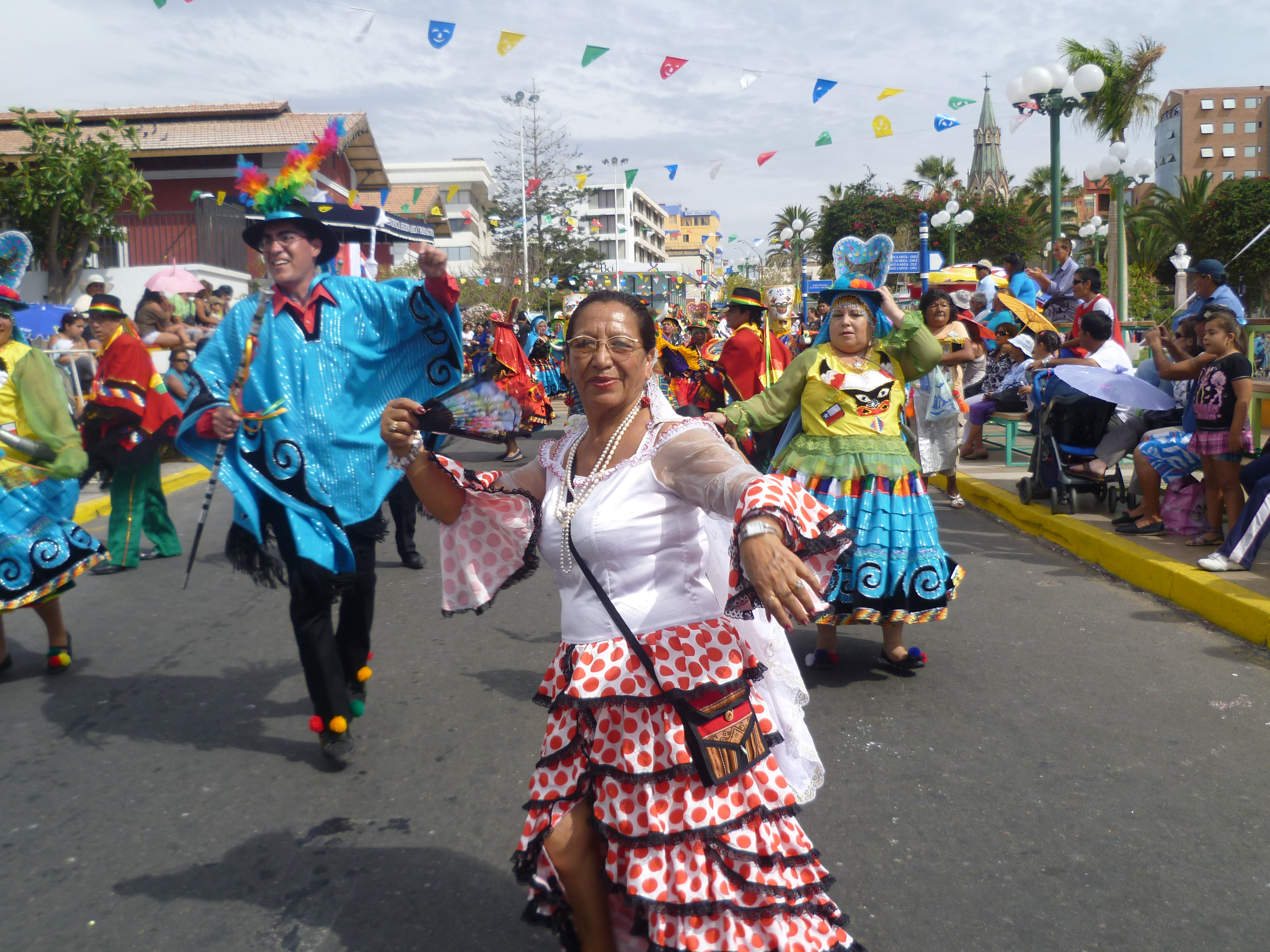
Waca Wacas Residentes Bolivianos
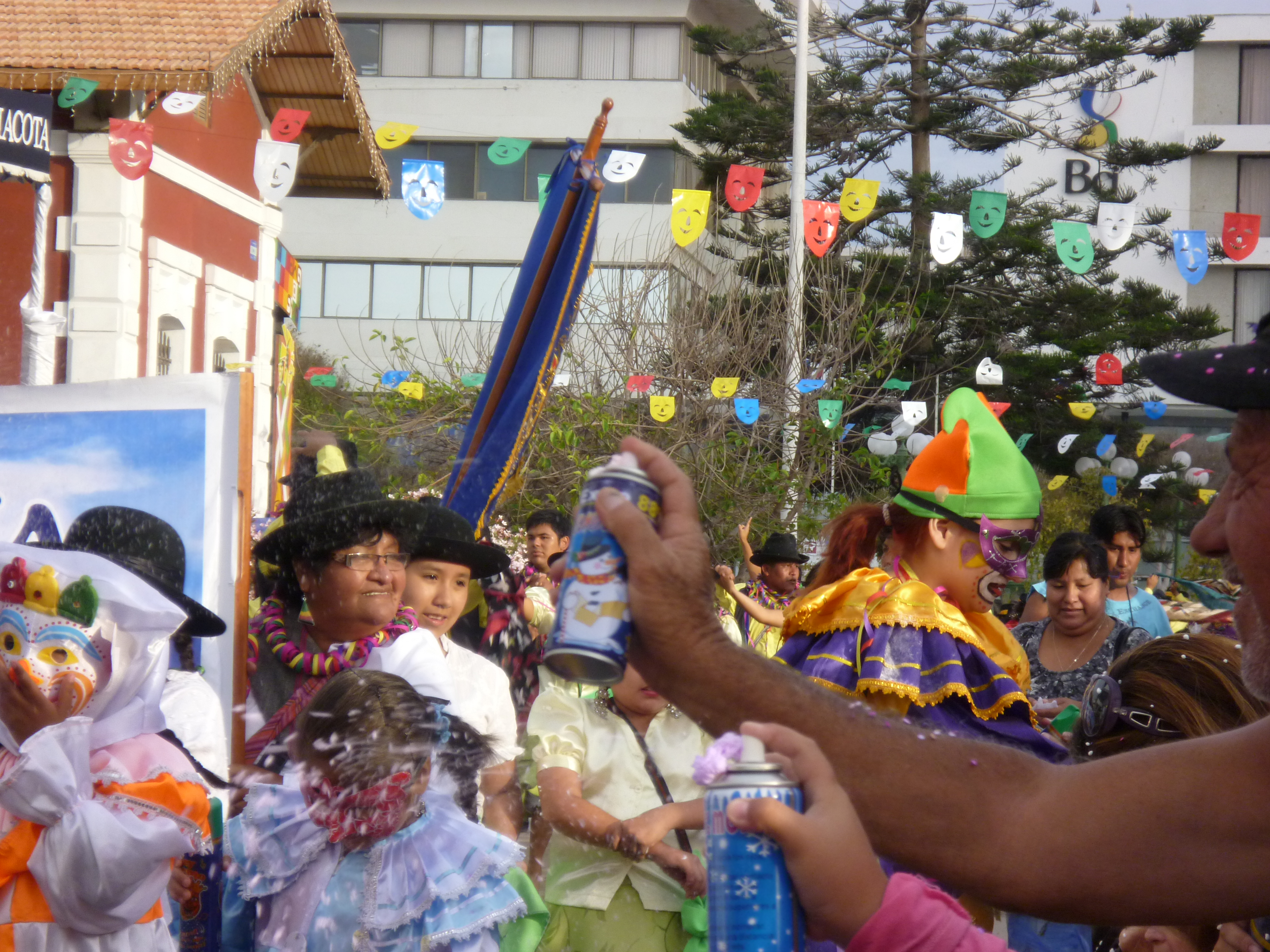
Tarqueada
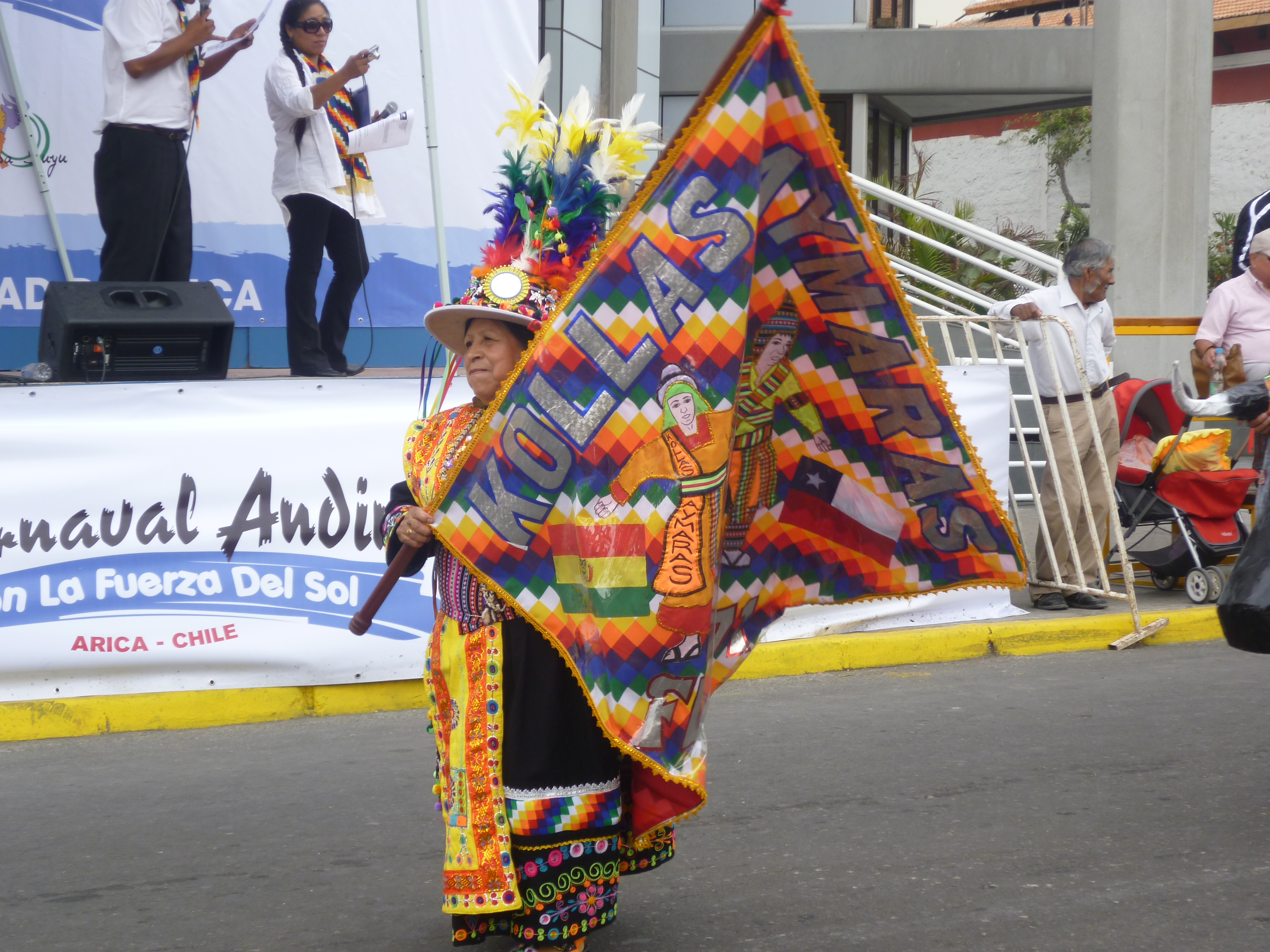
Tinkus Kollas Aymaras
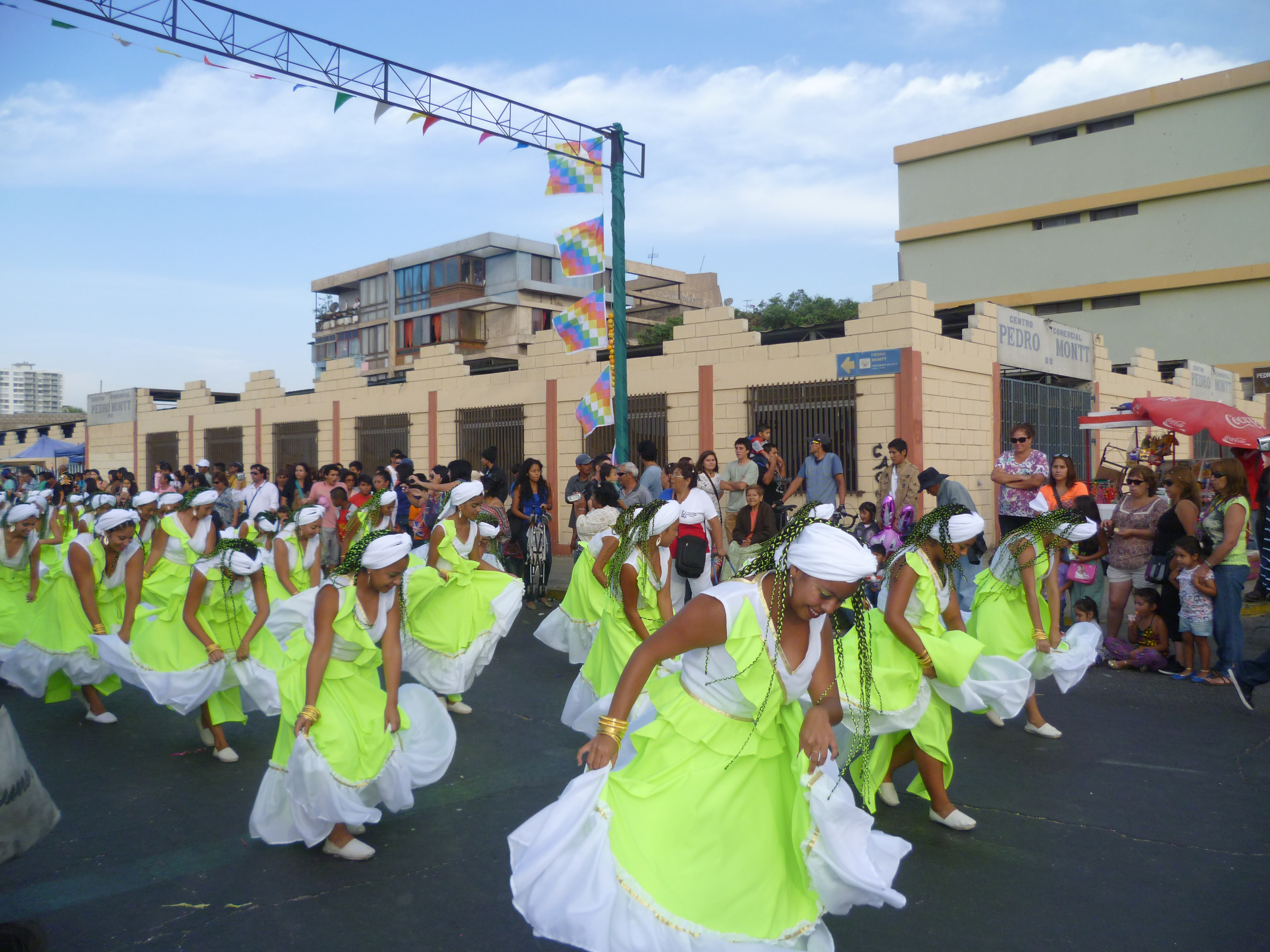
Arica Negro
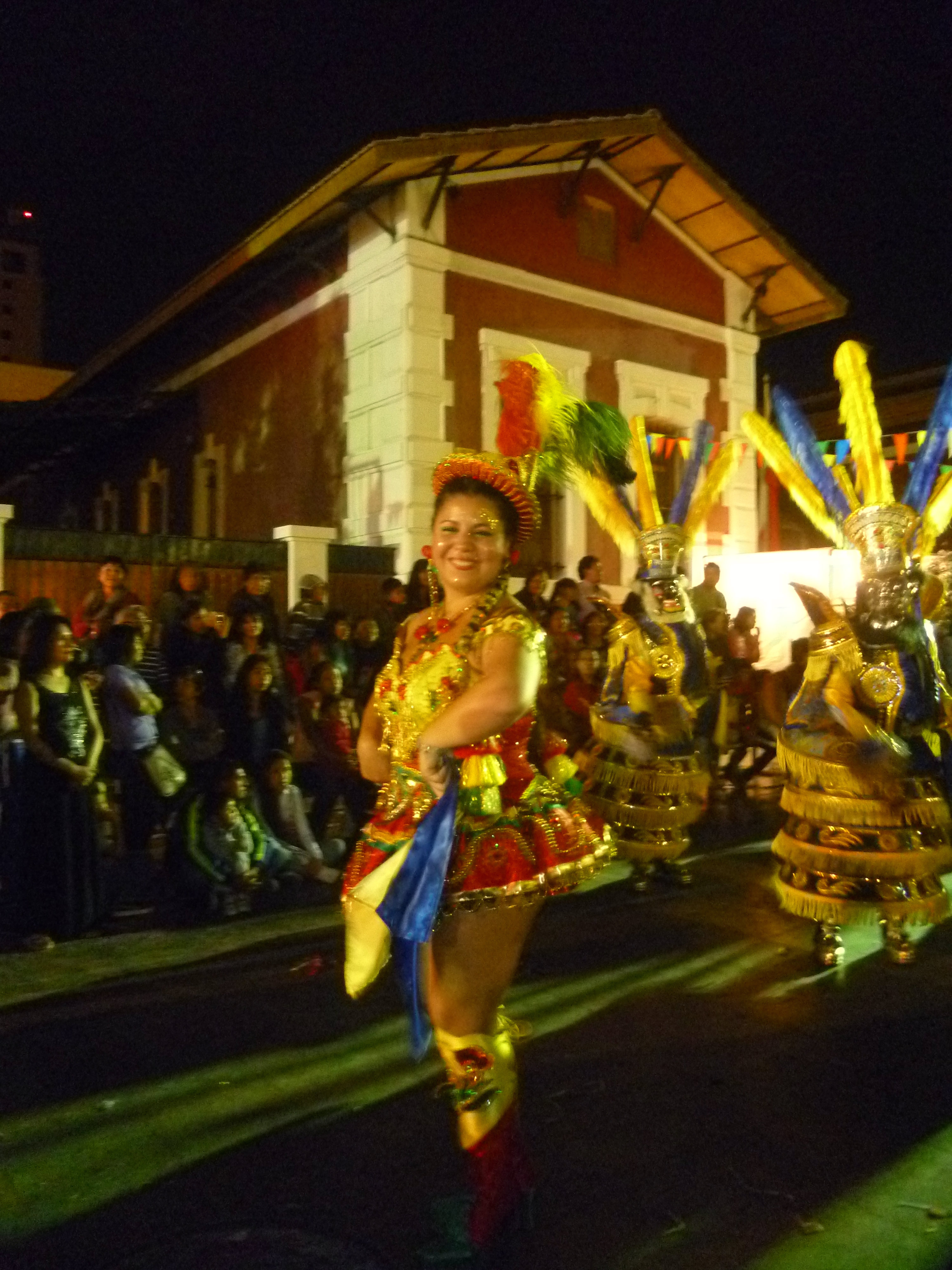
Morenada Fanáticos
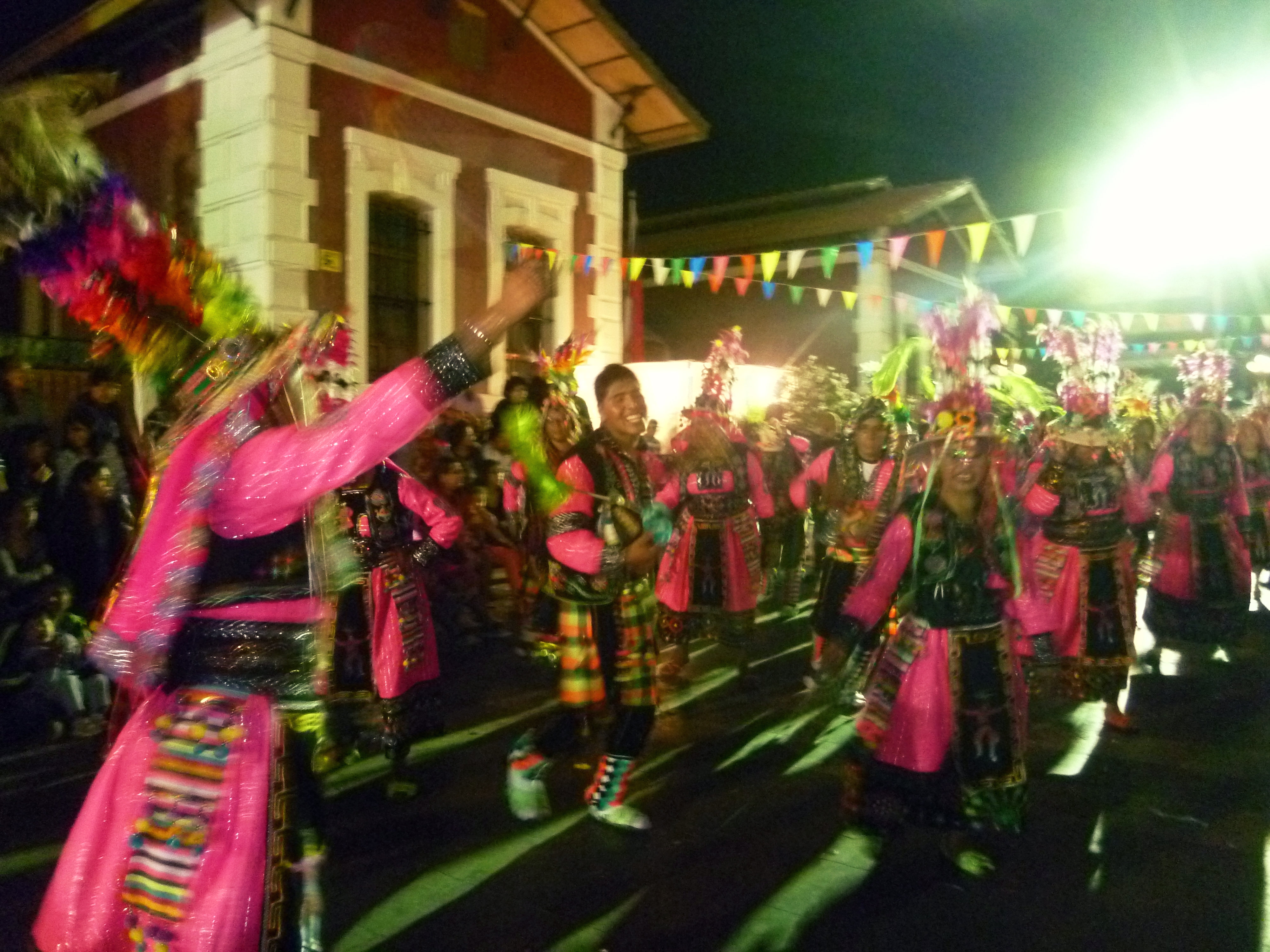
Tinkus Kollasuyu